# Novorossiisk (sous-marin)
Le B-261 Novorossiisk (Б-261 «Новороссийск») est un sous-marin d'attaque russe à propulsion diesel-électrique du projet 636.3 Varchavianka (classe Kilo dans la nomenclature de l'OTAN), qui fait partie de la 4e brigade sous-marine séparée de la flotte de la mer Noire. Il porte le nom de la ville de Novorossiisk.

## Histoire de la construction
Le sous-marin a été posé le 20 août 2010 au chantier de construction navale de l'Amirauté de Saint-Pétersbourg sous le numéro de construction 01670. Il a été lancé le 28 novembre 2013. Le 28 juillet 2014, il a commencé ses essais.
Le 21 août 2014, l'acte d'acceptation et de transfert du sous-marin est signé entre l'usine de construction navale et la marine russe.
La bannière de saint André est hissée le 22 août 2014 sur le B-261 Novorossiisk qui est versé dans la flotte militaire,. Avant de partir pour sa base de la flotte de la mer Noire, il a été testé en haute mer.

## Service
Le 5 novembre 2014, le sous-marin se rend à la base de Poliarny pour effectuer des tests en mer avant de rejoindre la flotte du Nord,.
Le 10 août 2015, le sous-marin quitte la base de la flotte du Nord pour se rendre à la base navale de Novorossiïsk,. Le 26 août suivant, il traverse le détroit de Gibraltar et entre dans la mer Méditerranée. Il est prévu d'arriver au port militaire de Novorossiisk dans la seconde quinzaine de septembre. Le 16 septembre 2015, le sous-marin a passé les détroits des Dardanelles et du Bosphore et est entré dans la mer Noire. Il a fait une transition inter-navale du nord, où il a été testé après travaux. En septembre 2015, le sous-marin Novorossiisk prend part à des exercices de forces anti-sous-marins de la flotte de la mer Noire.
Il retourne à sa base de la mer Noire, le 21 septembre 2015, ayant parcouru 6 500 milles de la mer de Barents vers la mer Noire. Le 28 septembre, il entre à la base navale de Sébastopol,.
Le 9 septembre 2016, le Novorossiisk prend part aux exercices stratégiques de commandement  Caucase-2016 (ru),  au cours desquels il a tiré un missile de croisière.
Début octobre 2017, le sous-marin a participé au développement d'activités planifiées pour l'entraînement au combat d'un groupe de frappe de recherche navale (KPUG) dans le cadre de petits navires anti-sous-marins (MPK) Souzdalets et Mouromets, pour rechercher et détruire un faux sous-marin ennemi dans une zone désignée d'entraînement au combat.
Début octobre 2017, avec le sous-marin B-237 Rostov-sur-le-Don du même type, il participe à des exercices se déroulant dans la mer Noire, au cours desquels, pour la première fois, deux missiles Calibre-PL sont tirés,. Fin 2017, l'équipage du sous-marin a reçu le titre honorifique d'« équipage de choc ».
Le 29 septembre 2022, le sous-marin Novorossiisk est accompagné à 100 km au large des côtes bretonnes, dans les eaux internationales du golfe de Gascogne, par la frégate multimissions Normandie de la marine nationale française.

## Réparations
Après la transition inter-flotte en septembre 2015, le sous-marin est mis en service à l'usine marine de Zvezdotchka de Sébastopol. Il quitte l'usine fin novembre 2015,.
En décembre 2019, il est mis sur cales pour un entretien programmé dans une entreprise de réparation navale du nord-ouest de la Russie. La rénovation a été achevée à l'automne 2020.

## Commandants
- 2013-2019: capitaine de 2e rang: Constantin Tabatchny[23]
- 2019-2021: capitaine de 2e rang: Ravil Kireïev[24].
- 2021-aujourd'hui: capitaine de 3e rang Igor Igorievitch Chveda

## Sources
- (ru) A. S. Nikolaïev, « Б-261 "Новороссийск" проект 06363 », sur www.deepstorm.ru,‎ 2012-2019 (consulté le 14 octobre 2022)